# Se me fue
«Se me fue» es el nombre de una canción de la agrupación musical ecuatoriana Kiruba. 
Gabriela Villalba, integrante de la banda, junto a Andrés Torres y Santiago Hernández escribieron la canción con ritmo de reguetón, pop y ritmos urbanos.
El videoclip del tema fue publicado el 23 de febrero de 2018, en el canal de YouTube oficial de la agrupación. Este muestra a las integrantes de Kiruba en varias playas ecuatorianas como Salinas, Mar Bravo, Punta Carnero y La Lobería, junto a Magic Juan.

## Composición
La letra hace referencia a una relación fallida y el proceso de superación de la misma. Al respecto, Villalba declaró:

Me inspiré en que muchas veces estás con alguien. Hay cariño al inicio, pero  luego te das cuenta de que esa persona no es para ti. Es soltar a la persona, sin sentimientos de culpabilidad.